# Vlak vyšší kvality

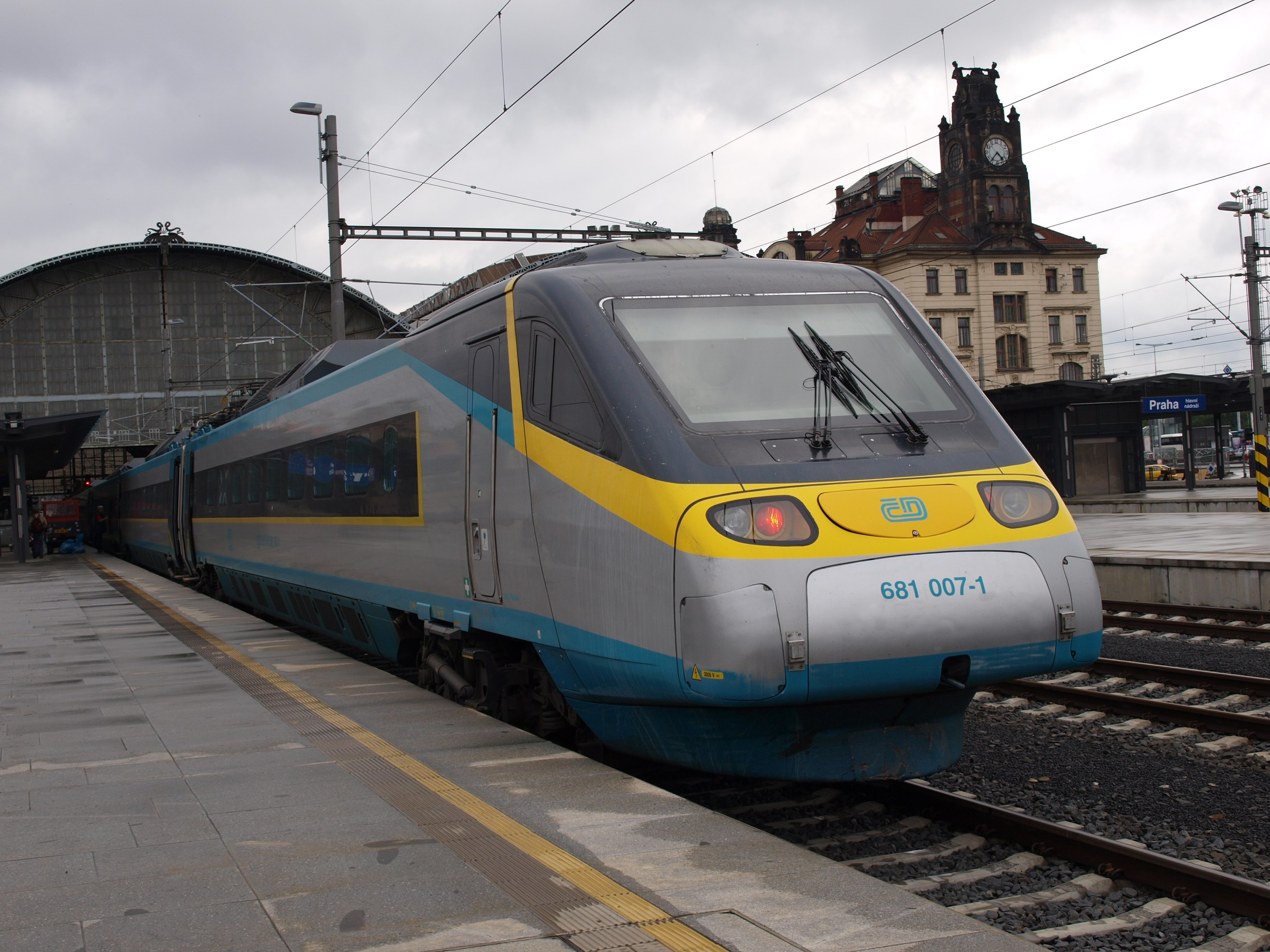
Vlak vyšší kvality „SC PENDOLINO“ vedený elektrickou jednotkou řady 680 na hlavním nádraží v Praze

Vlak vyšší kvality je u Českých drah, a. s., souhrnné označení pro vlaky určené k cestám na větší vzdálenosti poskytující vyšší rychlost a komfort oproti ostatním kategoriím vlaků. České dráhy, a. s., do něj zahrnují všechny vlaky kategorií Expres (Ex), InterCity (IC), EuroCity (EC), SuperCity (SC), Railjet (rj) a noční vlaky EuroNight (EN). Tyto vlaky zajišťují vyšší kvalitu poskytovaných služeb, jsou vedeny modernějšími soupravami s jídelními či bistro vozy a vozy 1. třídy. Vlaky vyšší kvality dosahují vzhledem k přednosti před ostatními vlaky vyšších jízdních rychlostí a tím i kratších jízdních dob. Do roku 2014 České dráhy označovaly jako vlaky vyšší kvality všechny své kategorie expresů, od prosince 2014 zavedly i kategorii rychlík vyšší kvality (Rx). V prosinci roku 2018 však tuto kategorii zrušili a od této doby se kategorie rychlík (R) opět používá pro všechny rychlíky.
Jako vlaky nejvyšší kvality jsou označovány[zdroj?] vlaky kategorie SuperCity (SC) či švýcarské noční expresní vlaky CityNightLine (CNL).

## Nezařazené vlaky
Do kategorie vlaků vyšší kvality nejsou zařazeny (a neformálně tak bývají označovány například jako vlak nižší kvality) vlaky kategorií rychlík (R), spěšný vlak (Sp) a osobní vlak (Os).